# Eparchia witebska i orszańska

Eparchia witebska i orszańska na tle podziału administracyjnego Egzarchatu Białoruskiego

Eparchia witebska i orszańska – jedna z eparchii Egzarchatu Białoruskiego Patriarchatu Moskiewskiego, z siedzibą w Witebsku. Obejmuje zachodnie rejony obwodu witebskiego. Jej obecnym ordynariuszem jest arcybiskup witebski i orszański Dymitr (Drazdou), zaś funkcje katedry pełni sobór Opieki Matki Bożej w Witebsku.
Erygowana w 1942 i zlikwidowana po włączeniu ziem białoruskich do ZSRR, wznowiła działalność w 1992.
W 2017 r. eparchia dzieliła się na 21 dekanatów ze 178 parafiami, obsługiwanymi przez 143 kapłanów i 51 diakonów. W obrębie administratury działało też 6 monasterów (dwa męskie i cztery żeńskie).

## Dekanaty
W skład eparchii wchodzą dekanaty:
- bieszenkowicki
- czaśnicki
- dubrowieński
- horodecki
- lepelski
- łozieński
- nowołukomelski[4]
- orszański centralny
- orszański kolejowy
- orszański rejonowy I
- orszański rejonowy II
- sieneński
- szumiliński
- tołoczyński
- witebski św. Aleksego
- witebski św. Mikołaja
- witebski św. Serafina z Sarowa
- witebski Świętych Piotra i Pawła
- witebski rejonowy I
- witebski rejonowy II

oraz monasterski.

## Monastery
Na terenie eparchii działają następujące klasztory:
- monaster Zesłania Ducha Świętego w Witebsku, żeński
- Kuteiński Monaster Objawienia Pańskiego w Orszy, męski
- monaster Zaśnięcia Matki Bożej w Orszy, żeński[1]
- Markowski Monaster Świętej Trójcy w Witebsku, męski[2]
- monaster Opieki Matki Bożej w Tołoczynie, żeński[5]
- monaster Zaśnięcia Matki Bożej w Słobodzie, żeński[6].